# 경윤정
경윤정은 대한민국 경상북도 의성군 가음면 이리 770에 있다. 2013년 5월 28일 의성군의 문화유산 제12호로 지정되었다.

## 개요
용궁전씨 문중 재사로 용궁인(龍宮人) 전수초(全守初)가 후손들의 교육을 위해 1880년경에 건립한 사당이다.